# You Better Sit Down Kids
Singles de Cher
Hey Joe
(1967) The Click Song
(1968)
Pistes de With Love, Chér
But I Can't Love You More
(2)
You Better Sit Down Kids est une chanson de l'artiste américaine Cher. Parue sur l'album With Love, Chér en 1967, elle en est le quatrième single. Elle apparaît sur les compilations Cher's Golden Greats (1968), Superpack Vol. 1 (1972) et Gold (2005). Chanson écrite par Sonny Bono, les paroles, exprimées depuis une perspective masculine, évoquent le divorce.
You Better Sit Down Kids reçoit de bonnes critiques. Elle devient le second top 10 de Cher aux États-Unis après Bang Bang (My Baby Shot Me Down) en atteignant la neuvième position. La chanson est reprise par Roy Drusky, Liza Minnelli et Glenn Campbell entre autres, ainsi que par Sonny lui-même sur l'album All I Ever Need Is You en 1971.

## Genèse
L'année 1967 est très chargée pour Cher et Sonny Bono. En mars, le duo sort l'album In Case You're in Love qui rencontre du succès grâce aux chansons The Beat Goes On et Little Man. En avril, ils font la promotion du film Good Times et de la bande originale qui seront des échecs commerciaux. Enfin, ils sortent deux compilations : The Best of Sonny & Chér et Sonny & Cher's Greatest Hits. En novembre 1967, la chanson sort en single en même temps que la parution de l'album With Love, Chér. Quelque temps plus tard, Cher enregistre une version en italien intitulée Bambini Miei Cari (Sedetevi Attorno).

## Structure musicale
Cher enregistre la chanson sans en modifier les paroles qui sont censées être interprétées par un personnage masculin. La chanson a été écrite par Sonny Bono comme Bang Bang (My Baby Shot Me Down) et Where Do You Go.
La chanson s'exprime du point de vue d'un père de famille qui fait face au divorce et annonce à ses enfants qu'il quitte le foyer familial.

## Accueil
Mark Bego, auteur de Cher: If You Believe, accorde une bonne critique pour la chanson. Il estime qu'elle « transforme la chanson en une histoire soap-opera dans laquelle elle excelle vocalement ». Lors d'une critique de l'album With Love, Chér, Joe Viglione d'AllMusic donne un avis favorable à la chanson. Selon lui, elle délivre « une prestation énorme ». Un article du Billboard retraçant les vingt plus gros tubes de Cher classe la chanson en 17e.
You Better Sit Down Kids intègre le Billboard Hot 100 le 28 octobre 1967 à la 79e place. Après une lente ascension, elle arrive finalement en neuvième position le 23 décembre. C'est la seconde chanson de la carrière solo de Cher à atteindre le top 10 après Bang Bang (My Baby Shot Me Down) l'année précédente. Au Canada, la chanson démarre en 78e position selon le classement établi par le magazine RPM pour la semaine du 4 novembre 1967. Un mois et demi plus tard, elle arrive en douzième place. You Better Sit Down Kids figure dans le classement annuel au soixantième rang.

## Reprises
Plusieurs artistes reprennent You Better Sit Down Kids peu de temps après sa sortie. En 1968, la version de Roy Drusky apparaît dans le classement country du magazine Billboard. Elle arrive en 28e position le 18 mai 1968. La même année, Liza Minnelli enregistre une reprise sur son album Liza Minnelli de même que Glen Campbell sur l'album Wichita Lineman, The Raymonde Singers Etcetera sur l'album Feelin' et Gary Puckett & The Union Gap sur l'album Woman, Woman. Plus tard, Sonny Bono enregistre une version solo pour l'album All I Ever Need Is You en 1971.

## Versions du single
| Vinyl 45 tours version internationale 1. You Better Sit Down Kids – 3:42 2. Elusive Butterfly – 2:40 | Vinyl 45 tours Espagne 1. You Better Sit Down Kids – 3:42 2. Hey Joe – 2:40 |

## Classement par pays
| Classement (1967)    | Meilleure position |
| -------------------- | ------------------ |
| Canada (RPM)         | 12                 |
| États-Unis (Hot 100) | 9                  |